# Oreodera inscripta
Oreodera inscripta är en skalbaggsart som beskrevs av Bates 1872. Oreodera inscripta ingår i släktet Oreodera och familjen långhorningar.
Artens utbredningsområde är:
- Costa Rica.
- Honduras.
- Nicaragua.
- Panama.

Inga underarter finns listade i Catalogue of Life.